# Mellandammen, Dalarna
Mellandammen är en sjö i Ludvika kommun i Dalarna och ingår i Norrströms huvudavrinningsområde.